# Вертуновская
Вертуно́вская — узловая железнодорожная станция Юго-Восточной железной дороги.

## Общие сведения
Станция расположена на линии Тамбов — Ртищево (линия не электрифицирована), в селе Сосновка Бековского района Пензенской области. От станции отходит тупиковая ветвь на станцию Беково.
В 10 км от станции Вертуновская находится усадьба Зубриловка.
На станции останавливаются пригородные поезда и часть поездов дальнего следования на Москву, Санкт-Петербург, Саратов.
Грузовые и пассажирские поезда, следующие через станцию Вертуновская, обслуживаются тепловозами 2ТЭ116 и ТЭП70 приписки ТЧ Ртищево. Через станцию без остановки следует фирменный пассажирский поезд Приволжской железной дороги «Саратов», останавливается фирменный поезд «Лотос» (Астрахань — Москва).

## История
Станция открыта в 1871 году как станция Рязано-Уральской железной дороги близ села Сосновка.
К 1881 году считалась казённой. В январе 1892 года правительство передало дорогу частному обществу. Была образована крупная компания «Акционерное общество Рязанско-Уральской железной  дороги». Железная дорога способствовала развитию села.
Бековская ветка железной дороги, соединяющее село Сосновку (станция Вертуновская) с Бековым, была построена на средства промышленников Устиновых. Вступила в эксплуатацию в 1874 году. Бековская железная дорога была первой в России, строившейся на частные средства. Разрешение на постройку ветки последовало 22 февраля 1874 года и застало линию уже совершенно готовой. В первых числах марта было открыто по линии движение поездов. Бековская ветка не подлежала ни бесплатному переходу в казну, ни выкупу правительством. Устинов сдал её в эксплуатацию Тамбовско-Саратовской железной дороге. Железная дорога эксплуатировалась на арендных условиях казной. По переходе Тамбовско–Саратовской железной дороги в казну и с образованием одновременно Рязано–Уральской железной дороги и с передачей ей казённой Козлово–Саратовской линии, Бековская ветвь была приобретена у Устинова за 800 тысяч рублей и вошла в состав Общества Рязано–Уральской железной дороги как собственная ветвь.
После Революции на станции Вертуновская внедряется полуавтоматическая блокировка, реконструируется путевое хозяйство. С вводом сахарного завода (1933-1934 г.г.) увеличивается грузовая работа. Большой вклад внесли железнодорожники для Победы 1945 года. При выполнении военных заданий погибли машинисты-уроженцы села Сосновка Шевелёв Александр Никитович и Тарантин Дмитрий Иванович. После войны возрастает грузооборот. На станции увеличивается число путей: шесть вместо трёх. Внедрена электрическая централизация, радиосвязь с машинистами.
С 9 декабря 2019 г., в связи со снижением пассажиропотока, негосударственный железнодорожный перевозчик "ТрансКлассСервис", отменил остановку фирменному поезду 17/18 "Саратов" в сообщении Саратов - Москва по станции Вертуновская; одновременно с этим, Приволжский филиал Федеральной Пассажирской Компании, в целях сохранения качества обслуживания пассажиров, назначает скорому поезду №47 в сообщении Балаково - Москва остановку по станции Вертуновская, ранее жители прилегающих территорий, от станции Вертуновская, могли путешествовать на поезде Балаково - Москва от близлежащей станции Тамала или Ртищево-1.

## Деятельность
На станции осуществляются:
- продажа пассажирских билетов;
- прием, выдача багажа;
- прием и выдача повагонных отправок грузов, допускаемых к хранению на открытых площадках станций;
- прием и выдача грузов повагонными и мелкими отправками, загружаемых целыми вагонами, только на подъездных путях и местах необщего пользования;
- прием и выдача повагонных отправок грузов, требующих хранения в крытых складах станций[6].

## Поезда дальнего следования
По состоянию на сентябрь 2019года через станцию курсируют следующие поезда дальнего следования:
| № поезда  | Маршрут движения            | № поезда  | Маршрут движения            |
| --------- | --------------------------- | --------- | --------------------------- |
| 5 "Лотос" | Астрахань — Москва          | 6 "Лотос" | Москва — Астрахань          |
| -         | -                           | 18        | Москва — Саратов            |
| 47        | Балаково — Москва           | -         | -                           |
| 85        | Махачкала — Москва          | 86        | Москва — Махачкала          |
| 109       | Астрахань — Санкт-Петербург | 110       | Санкт-Петербург — Астрахань |
| 239       | Саратов — Москва            | 240       | Москва — Саратов            |
| 343       | Балашов — Москва            | 344       | Москва — Балашов            |

## Фото станции Вертуновская и её окрестностей
- Станция Вертуновская. Вид в восточном направлении, в сторону станции Ртищево. 2011 год.
- Вокзал станции Вертуновская. 2011 год.
- Вокзал железнодорожной станции Вертуновская. 2015.
- Станция Вертуновская. Перрон. 2011 год.
- Станция Вертуновская. Вид в западном направлении, в сторону станции Тамала. 2011 год.
- Станция Вертуновская. Вид с перрона. 2011 год.
- Зал ожидания станции Вертуновская. 2012 год
- Расписание поездов станции Вертуновская. 2012 год
- Билетная касса станции Вертуновская. 2012 год
- Пригородный поезд на станции Вертуновская. 2012 год
- Перрон станции Вертуновская. Вид в сторону станции Тамала. 2012 год
- Перрон станции Вертуновская. Вид в сторону станции Ртищево. 2012 год
- Станции Вертуновская. Вид в западном направлении. 2012 год
- Станция Вертуновская. Вид с перрона на село Сосновка. 2012 год
- Станция Вертуновская. Вид в восточном направлении. 2012 год
- Станция Вертуновская. Железнодорожные пути. 2012 год
- Вокзал станции Вертуновская. 2012 год
- Станция Вертуновская. 2012 год